# Фолкнер, Джейд
Джейд Луиз Фолкнер (англ. Jade Louise Faulkner, родилась 21 декабря 1993 года в Ковентри) — британская гимнастка (художественная гимнастика), участница летних Олимпийских игрх 2012 года.

## Биография
Уроженка Ковентри. Занимается гимнастикой с 6 лет, посещала балетную студию, изучала психологию в университете Плимута. Дебютировала на чемпионате Европы 2008 года среди юниоров. В 2009 году выступала на Австралийском олимпийском фестивале молодёжи (англ. Australian Youth Olympic Festival), на чемпионате Европы в Баку и чемпионате мира в Исе. 
Выступала за Великобританию на Олимпиаде в Лондоне в групповом многоборье, заняв с командой последнее место и не пройдя квалификацию. Команда проходила тренировку перед Олимпиадой при Университете Бата. После Олимпиады одержала победу в розыгрыше Attila Cup в Утрехте в мае 2013 года.
В 2018 году на Играх Содружества 2018 года Джейд представляла уже Нигерию, став первой нигерийской гимнастикой: на турнире в Голд-Косте она выступала в личном многоборье, набрав 33.800 баллов в общем зачёте. В настоящее время работает в Катаре в центре Olympic Stars тренером.